# Kitty Films
A Kitty Films (キティ・フィルム) animestúdió, amelyet 1972-ben alapítottak Japánban. A vállalat lemezkiadó és tehetséggondozó céget is működtet Kitty Records név alatt.

## Története
A céget 1972-ben alapította Taga Hidenori Kitty Music Corporation néven a Polydor és a Universal Music leányvállalataként, amit elsősorban televíziós drámák zenéjének elkészítésével bíztak meg. Első munkájuk az 1972-es Hadzsimete no tabi című film zenei betétei voltak. 1979-ben a cég elkezdett élőszereplős filmek gyártásával foglalkozni; első ilyesféle alkotásaik közé tartozik a Kagirinaku tómei ni csikai buru és a Rose of Versailles (a Kitty-nek semmi köze az utóbbi 1979-es animeadaptációjához, azt a Tokió Movie Sinsa készítette). 1981-ben a Kitty elkezdett animék gyártásával foglalatoskodni, első nagyobb sikerüket Takahasi Rumiko Uruszei jacura című mangájának adaptációjával érték el. Az elkövetkezendő két évtizedben a Kitty Films egyre nagyobb figyelmet kapott mind Japánban, s mind azon kívül, melyet főként Takahasi Maison Ikkoku és Ranma ½ című mangáinak anime változatainak köszönhette. Takahasi egyazon iskolában fejezte be tanulmányait, mint Ocsiai Sigekazu, a Kitty legtöbb animéjének tervezője.
Produceri hírnevük ellenére a Kitty munkáinak tényleges animálását több független animestúdió készítette el, ezekből több még ma is létezik. A Studio Pierrot animátorai végezték el az Uruszei jacura sorozat első felének munkálatit, a Studio Deen a sorozat második felét (kivéve néhány OVA-t) és az összes Maison Ikkoku és Ranma epizódot, míg a Madhouse készítette el az utolsó Uruszei jacura filmet és néhány későbbi OVA-t, valamint a Legend of the Galactic Heroest és a Javara!-t is.
A cég már a kezdtek óta anyagi problémákkal küszködött, ami végül a Ranma televíziós sorozat 1992-es váratlan végéhez vezetett. Taga Hidenori a cég filmes ágának fenntartása végett pénzt vont ki a zenei osztályából, majd nem sokkal ezután kénytelen volt távozni vezető pozíciójából. Vele együtt Ocsiai Sigekazu is kilépett a cégből, aki 1999 áprilisában bekövetkezett haláláig a Pao House stúdiónál dolgozott. Ocsiait Macusita Jóko váltotta, aki nem sokkal a kinevezése után otthagyta a céget és csatlakozott a Nihon Ad Systemshez. A Kitty kevésbé ismert művek, mint például a Ping-Pong Club (1995) és a Sinkai denszecu Meremanoid animékbe fektette a pénzét, de a század végére a megjelent munkái száma szinte elérte a nullát. Takahasi Rumiko az 1996-ban megjelent Ranma OVA után már nem dolgozott többet a Kitty-vel, az InuYashát a Sunrise, míg a Rumic Theatert a TMS készítette el.
2006-ra a cég elsősorban tehetségkutató ügynökségként működött, legtöbb animés jogukat eladták. 2016-ra a cég már kizárólag a Scandal pop-rockegyüttessel foglalkozott. Taga Eiszuke, a Kitty alapítójának fia és a zenekar vezető menedzsere 2017-ben Rooftop Inc. néven új céget jegyzett be a Kitty székhelyére. A Rooftop Inc. átvette az együttest, ezzel a Kitty valószínűleg meg is szűnt.

## Munkáik

### Televíziós animesorozatok
| - Uruszei jacura (1981–1986) - Mijuki (1983–1984) - Maison ikkoku (1986–1988) - F (1988–1989) - Ranma ½ (1989) - Ranma ½ nettóhen (1989–1992) - Javara! (1989–1992) | - Easy Cooking Animation (1989–1990) - Teki va kaizoku: Neko no kjóen (1989) - Super Zugan (1992–1993) - The Adventures of T-Rex (1992–1993) - Kisin dódzsi zenki (1995) - Ping-Pong Club (1995) - Sinkai denszecu Meremanoid (1997–1998) |

### OVA-k
- Uruszei jacura sorozat
  - Uruszei jacura: Rjóko no 9-gacu no ocsakai (1985)
  - Uruszei jacura: Aimu za Ovari-csan (1986)
  - Uruszei jacura: Jume no sikakenin, Inaba-kun tódzsó! Lum no mirai va dónaruccsa!? (1987)
  - Uruszei jacura: Ikare Sherbet (1988)
  - Uruszei jacura: Nagisza no Fiancé (1988)
  - Uruszei jacura: Denki dzsikake no onivaban (1989)
  - Uruszei jacura: Cuki ni hoeru (1989)
  - Uruszei jacura: Jagi-szan to Cheese (1989)
  - Uruszei jacura: Heart vo vukame (1989)
  - Uruszei jacura: Otome basika no kjófu (1991)
  - Uruszei jacura: Reikon to Date (1991)
- Ranma ½ sorozat
  - Ranma ½: Shampoo hjóhen! Hanten hódzsu no vazavai (1993)
  - Ranma ½: Tendó-ke Scramble Christmas (1993)
  - Ranma ½: Akane vs Ranma: Oká-szan no adzsi va vatasi ga mamoru! (1994)
  - Ranma ½: Gakuen ni fuku arasi! Adult Change Hinako-szenszei (1994)
  - Ranma ½: Micsi vo cugu mono – Zenpen (1994)
  - Ranma ½: Micsi vo cugu mono – Kóhen (1994)
  - Ranma ½: Tendó-ke no ojobidenai jacura! (1994)
  - Ranma ½: Jomigaeru kioku – Dzsókan (1994)
  - Ranma ½: Jomigaeru kioku – Gekan (1995)
  - Ranma ½: Aa! Noroi no harendó! Vaga ai va eien ni (1995)
  - Ranma ½: Dzsáku no oni (1995)
  - Ranma ½: Futari no Akane: „Ranma, atasi vo mite!” (1996)
- Macsikado no meruhen (1984)
- Karuizava Syndrome (1985)
- What’s Michael? (1985–1988)
- Legend of the Galactic Heroes (1988–2000)
- Jagami-kun no katei no dzsidzsó (1990)
- Sohryuden: Legend of the Dragon Kings (1991–1993)
- Sakura Diaries (1997)
- 10 Tokyo Warriors (1999–2002)

### Egész estés anime filmek
- Uruszei jacura sorozat
  - Uruszei jacura: Only You (1983)
  - Uruszei jacura 2: Beautiful Dreamer (1984)
  - Uruszei jacura 3: Remember My Love (1985)
  - Uruszei jacura 4: Lum the Forever (1986)
  - Uruszei jacura: The Final Chapter (1988)
  - Uruszei jacura: Always, My Darling (1991)
- Maison ikkoku: Sósúhen utuszuri juku kiszecu no naka de (1988)
- Ranma ½ sorozat
  - Ranma nibunnoicsi: Csúgoku sinkonron daikesszen! Okite jaburi no gekitó-hen!! (1991)
  - Ranma nibunnoicsi: Kesszen tógenkjó! Hanajome vo torimodosze!! (1992)
  - Ranma ½: Csó muszabecu kesszen! Ranma Team vs Denszecu no hóó (1994)
- They Were Eleven (1986)
- Tobira vo akete (1986)
- Javara! Szorejuke kosinuke Kiss (1992)
- Loups=Garous (2010)

### Televíziós különkiadások
- Javara! Special: Zutto kimi no koto ga (1996)

### Televíziós drámák (dorama)
- Pro Hunter (1981)
- Aicu ga toraburu (1989)
- Varu (1992)

### Televíziós reklámok
- Pocky: Jonsimai monogatari (1993–1995)

### Élőszereplős filmek
| - Almost Transparent Blue (1979) - The Rose of Versailles (1979) - Taijó o nuszunda otoko (1979) - Tonda Couple (1980) - Sailor Suit and Machine Gun (1981) - Sonben Rider (1983) - Portrait of Prussian Blue (1986) | - A Homance (1986) - Maison ikkoku (1986) - Twilight of the Cockroaches (1987) - Mottomo abunai deka (1989) - Jonsimai monogatari (1995) - Jumoreszuku: Szakaszama no csó (2006) |

## A Kitty Records által korábban menedzselt előadók, színészek
| - Bable - Hajama Csikai - Hirabajasi Rjú - Kaneko Ajano - Kató Icsihana - Kavaszumi Bisin - Kevin - Nakamura Szeidzsiró - Nemoto Maszakacu - Tacsibana Miszato - Tamaki Júki - Nagase Maszatosi - Kanikapila - Kitamura Akiko - Isihara Mari - Murakami Hiroaki - Ihara Takesi - Azuma Mikihisza - Simano Szatosi - Monday micsiru - Konaka Riju - bird - Hara Eriko - Hasiba Majumi - Nakacu Icuki - Kató Takahiro - Haja Aidzsi - Eckko - Kojaszumi Akira - Szuzuki Terumi - Snow - Tanigucsi Tomo - Kinakamura Jú - Higucsi Jaszujo - Hotta Juriko - cossami - Odoriba Soul - Kató Icsihana - Aranami Kazusza - Creator Team - Hanejuri - Jackey Ikeda - Kuge Kjóhei - Reruriri - Scandal 1. 2. - A Kitty Films hivatalos weboldala (japánul) |